# René Duverger
Pour les articles homonymes, voir Duverger.
René Duverger  né le 30 janvier 1911 à Paris et mort le 16 août 1983 à Caen (Calvados) est un haltérophile français poids légers.

## Biographie
René Duverger est champion olympique d'haltérophilie dans la catégorie des moins de 67,5 kg lors des Jeux olympiques de Los Angelès avec un total de 325 kg aux trois mouvements. Il devient par la suite enseignant et pionnier du sport scolaire.
Il est membre de  l'Association Championnet (Paris 18e), affiliée alors à la Fédération gymnastique et sportive des patronages de France (FGSPF) et du patronage paroissial de Sainte-Geneviève des Grandes Carrières. Son frère cadet, Charles, est champion de Paris en février 1942.

## Palmarès
René Duverger obtient la  médaille d'or aux Jeux olympiques d'été de 1932 en haltérophilie. Il est également :
- vice-champion d'Europe en 1930 ;
- champion d'Europe en 1934 ;
- médaillé de bronze européen en 1935 ;
- 10 fois champion de France de sa catégorie en 1930, 1931, 1932, 1933, 1934, 1936, 1937, 1943, 1944 et 1945.

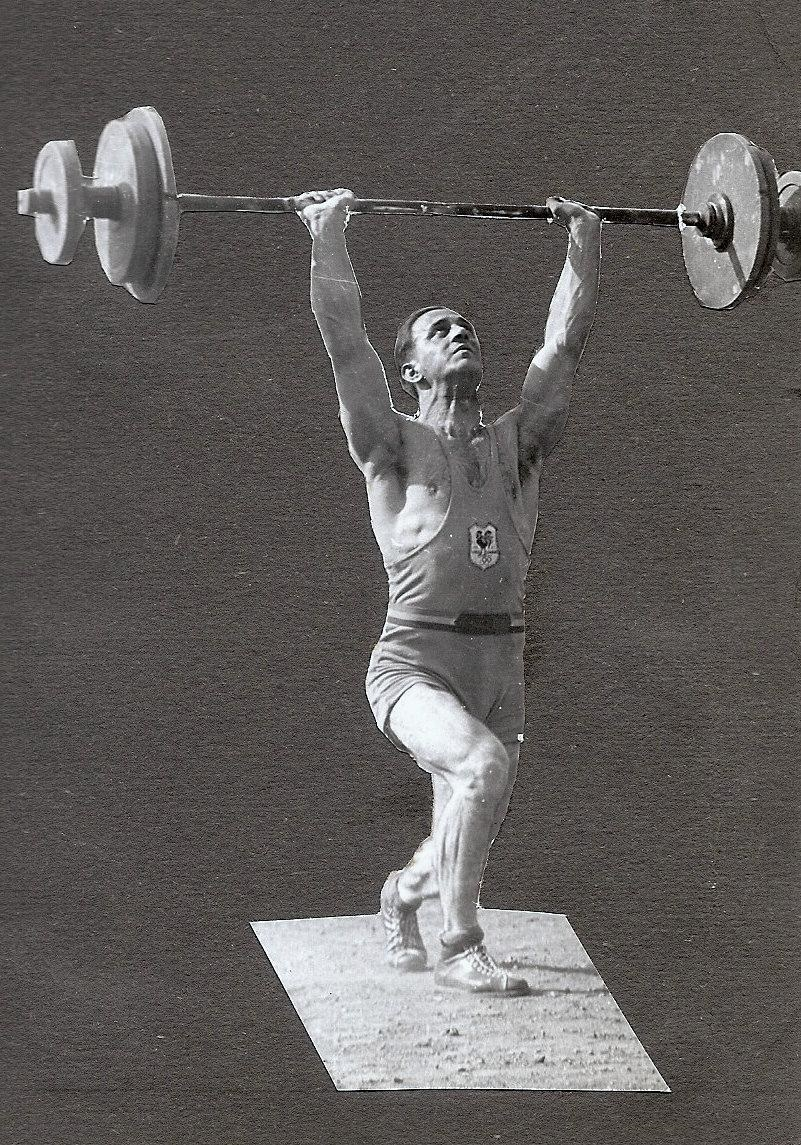
René Duverger, champion olympique des poids légers...
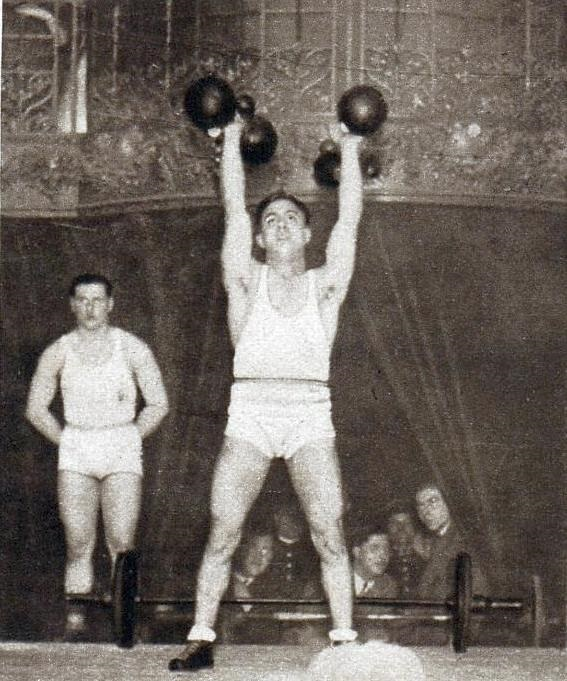
...aux JO de Los Angeles en 1932.
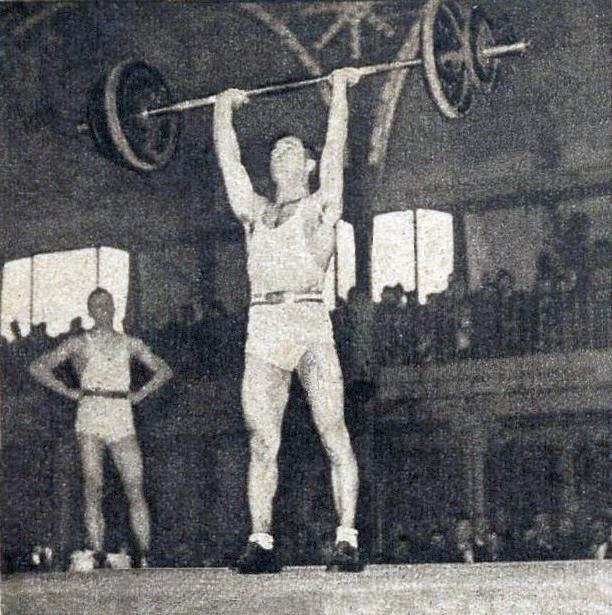
René Duverger en mars 1942 à Paris, en compétition à 31 ans.